# Wolfgang Mulack
Wolfgang Mulack (* 4. Januar 1948) ist ein ehemaliger deutscher Fußballspieler.

## Karriere
Der Abwehrspieler Mulack gewann in der Saison 1973/74 mit seinen Mitspielern die Meisterschaft in der Berliner Stadtliga. Mit seinem Verein, der Tennis Borussia, wurde er mit 16 Punkten Vorsprung Meister. Die Meisterschaft qualifizierte zur Aufstiegsrunde zur Bundesliga. In der Aufstiegsrunde absolvierte Mulack sieben Spiele und steuerte so maßgeblich zum Gruppensieg gegen den FC Augsburg, Rot-Weiß Oberhausen, Borussia Neunkirchen und den FC St. Pauli bei. Damit konnte das Team von Trainer Georg Gawliczek den Aufstieg feiern. In der folgenden Bundesligasaison absolvierte Mulack 22 Spiele. Tebe belegte den vorletzten Platz und stieg direkt wieder ab.
Später lief Mulack noch für den BFC Preussen auf. In der Oberliga-Spielzeit 1979/80 gewann er mit dem Klub die Berliner Meisterschaft, in der Aufstiegsrunde zur 2. Bundesliga scheiterte der Klub jedoch am 1. SC Göttingen 05.